# Port lotniczy Narvik
Port lotniczy Narvik – krajowy port lotniczy położony w Narwiku. Zamknięty 1 kwietnia 2017 roku.

## Linie lotnicze i połączenia
Od 2015 roku lotnisko nie obsługuje regularnych połączeń lotniczych.